# Akmurun
Akmurun (ros. Акмурун) – wieś (dieriewnia) w Rosji, w Baszkortostanie, w rejonie bajmackim. W 2021 liczyła 1371 mieszkańców.